# Obermühlhausen
Obermühlhausen ist ein Ortsteil des Marktes Dießen am Ammersee und eine Gemarkung im oberbayerischen Landkreis Landsberg am Lech.

## Geografie
Das Kirchdorf Obermühlhausen liegt circa neun Kilometer nordwestlich von Dießen am Ammersee im Lechrain.
Östlich des Dorfes fließt die Windach.
Auf der Gemarkung liegen die Orte Obermühlhausen, Oberbeuern, Schlöglhof und Unterbeuern.

## Geschichte
Südlich des Kirchdorfes befinden sich mehrere Grabhügel aus der Bronzezeit.
Besiedelt wurde Obermühlhausen, wie auch Hagenheim und Hofstetten, vermutlich im 7. Jahrhundert von Memming ausgehend.
Erstmals erwähnt wird Obermühlhausen 943 in einer Urkunde des Klosters Wessobrunn. In dieser schenkt der Edle Durinc die Dörfer Hagenheim und Obermühlhausen dem Kloster.
Ab 1130 findet sich die Schreibweise Mulehusen. Das Ober- wurde später als Differenzierung zu Untermühlhausen (Penzing) vorangestellt.
Die Kirche gehörte zunächst zur Pfarrei Dettenschwang, später schließlich zum Kloster Wessobrunn.
Um das Jahr 1200 werden 17 Herdstätten erwähnt.
Im Jahr 1552 werden bereits 28 Anwesen vermerkt, 25 sind dem Kloster Wessobrunn und 3 Anwesen dem Kastenamt Landsberg grundbar.
Die Besitzstruktur zeigt 1752 nur geringfügige Unterschiede. Dem Kloster Wessobrunn sind 26, dem Kurfürsten vier, der Gemeinde zwei und dem Jesuitenkolleg Landsberg und der Pfarrei Dettenschwang je ein Anwesen grundbar. Nach der Säkularisation sind es 1808 noch 33.
Gerichtlich gehörte das Kirchdorf zum Gebiet Hofstetten des Mitteramtes des Landgerichts Landsberg, das sowohl die Niedere und Hohe Gerichtsbarkeit innehatte.
Im Zuge des zweiten Gemeindeediktes entstand 1818 die Gemeinde Obermühlhausen im Landgericht Landsberg.
Das erste Schulhaus wurde 1830 errichtet, 1920 wurde die Windach reguliert, 1921 folgte die Elektrifizierung des Dorfes. Der Windachspeicher wurde 1962 errichtet, 1964 die Dorfstraßen sowie die Verbindungen nach Unter- und Oberbeuern erbaut, 1970 folgten nach der Flurbereinigung die Straßenverbindungen nach Thaining und Finning.
Bis zur Eingemeindung nach Dießen am Ammersee am 1. Januar 1972 war das Kirchdorf eine eigenständige Gemeinde mit einer Gemeindefläche von etwa 835 Hektar und den Orten Obermühlhausen, Oberbeuern, Schlöglhof und Unterbeuern.

### Ortsvorsteher und Bürgermeister bis zur Eingemeindung

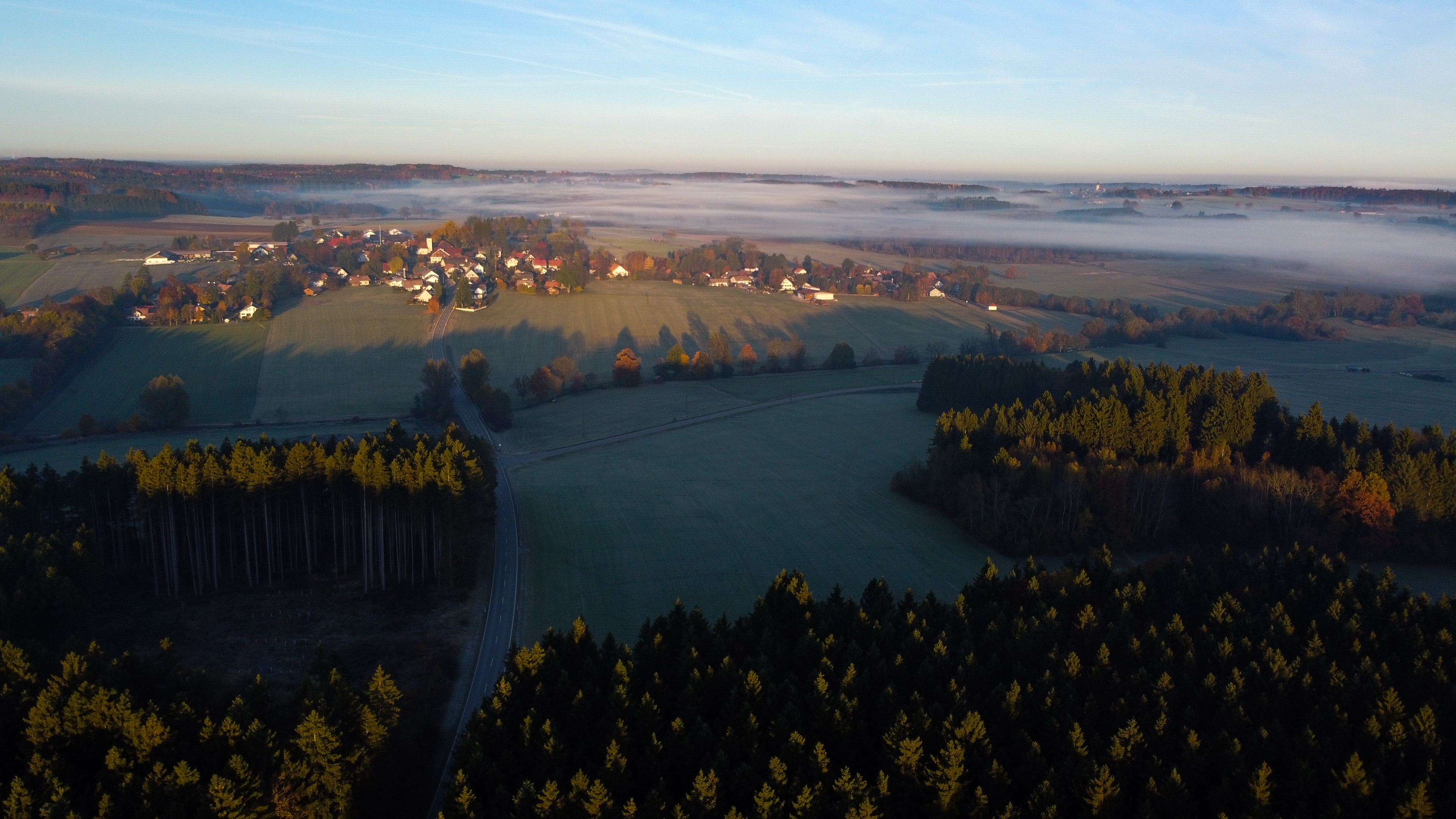
Ostsicht auf den Ort

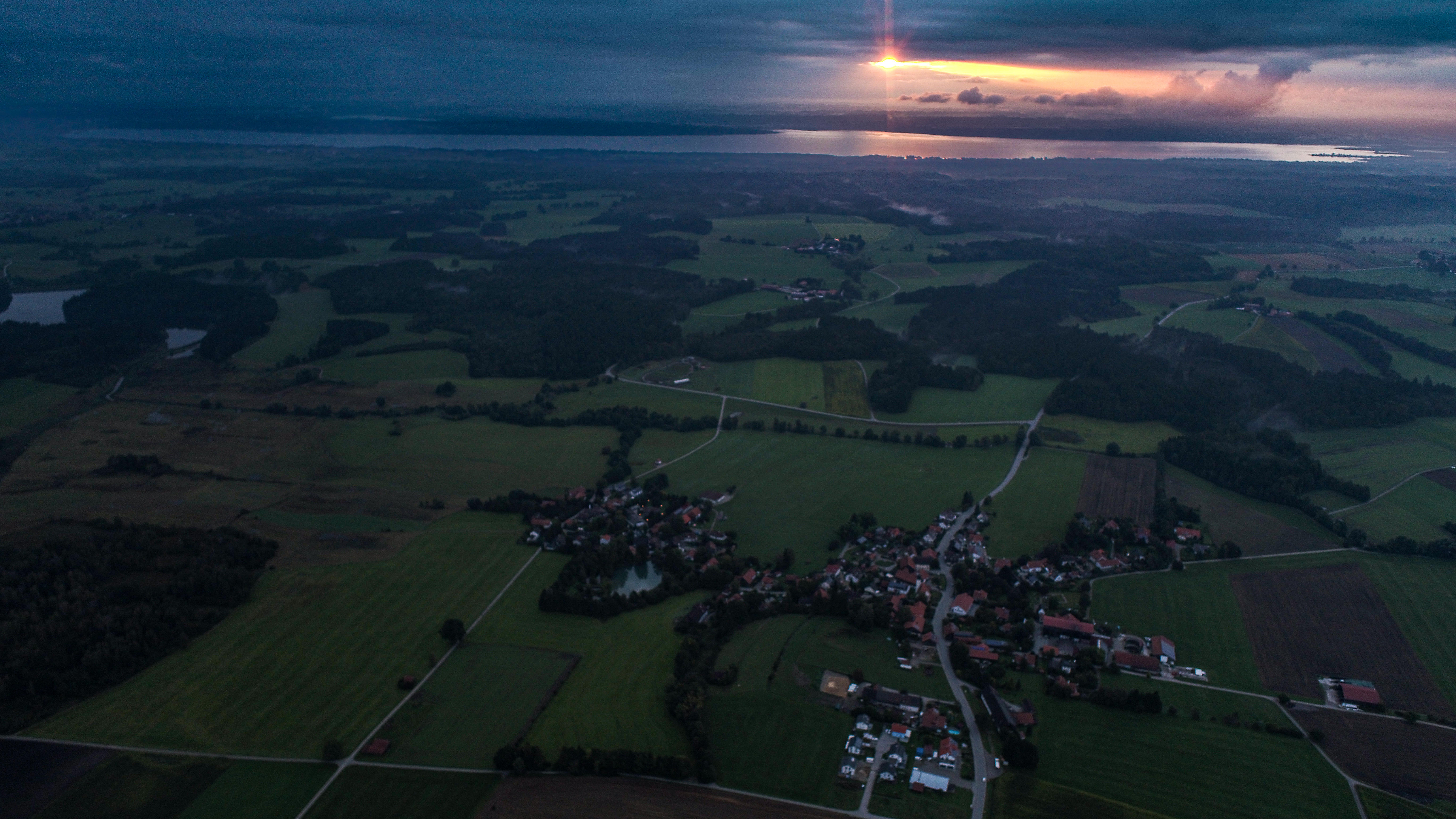
KF Vorbeiflug

Ortsvorsteher 1845–1870
- 1845–1846 Jakob Strobl
- 1847–1851 Joseph Giggenbach
- 1851–1854 Kaspar Happach
- 1854–1857 Augustin Fichtl
- 1857–1859 Kaspar Happach
- 1860–1868 Xaver Dirringer

Bürgermeister 1870–1972
- 1870–1874 Jakob Lautenbacher
- 1875–1881 Theodor Müller
- KF Vorbeiflug1882–1911 Josef Seelos
- 1912–1933 Josef Lautenbacher
- 1933–1945 Georg Schaupp
- 1945–1948 Josef Lautenbacher
- 1948–1966 Leonhard Berghofer
- 1966–1972 Sebastian Mayr

## Sehenswürdigkeiten
Inmitten des Dorfes befindet sich die katholische Filialkirche St. Peter und Paul. Im Kern spätmittelalterlich, wurde sie im 17. Jh. nach Westen erweitert und barockisiert. In der Kirche befinden sich drei Altäre aus der Zeit um 1680, Figurenschmuck aus der Degler-Werkstatt in Weilheim und Tabernakelfiguren von Lorenz Luidl.
Siehe auch: Liste der Baudenkmäler in Obermühlhausen

## Bodendenkmäler
Siehe: Liste der Bodendenkmäler in der Gemarkung Obermühlhausen